# Galeus polli
Espèce
Répartition géographique
Statut de conservation UICN

 LC  : Préoccupation mineure
Galeus polli est une espèce de requins.